# Giovanni Maria Butteri

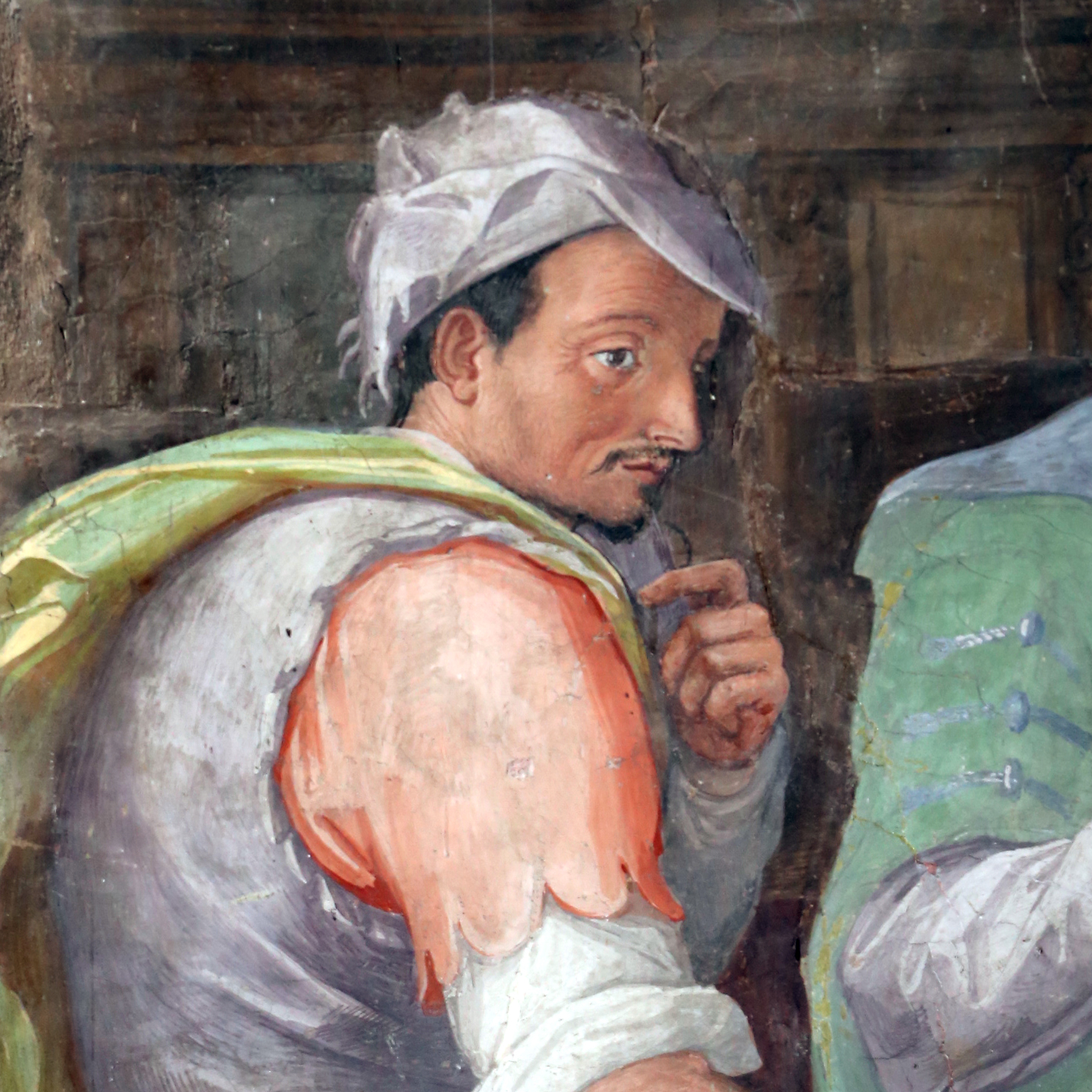
Autoritratto, badia di Passignano

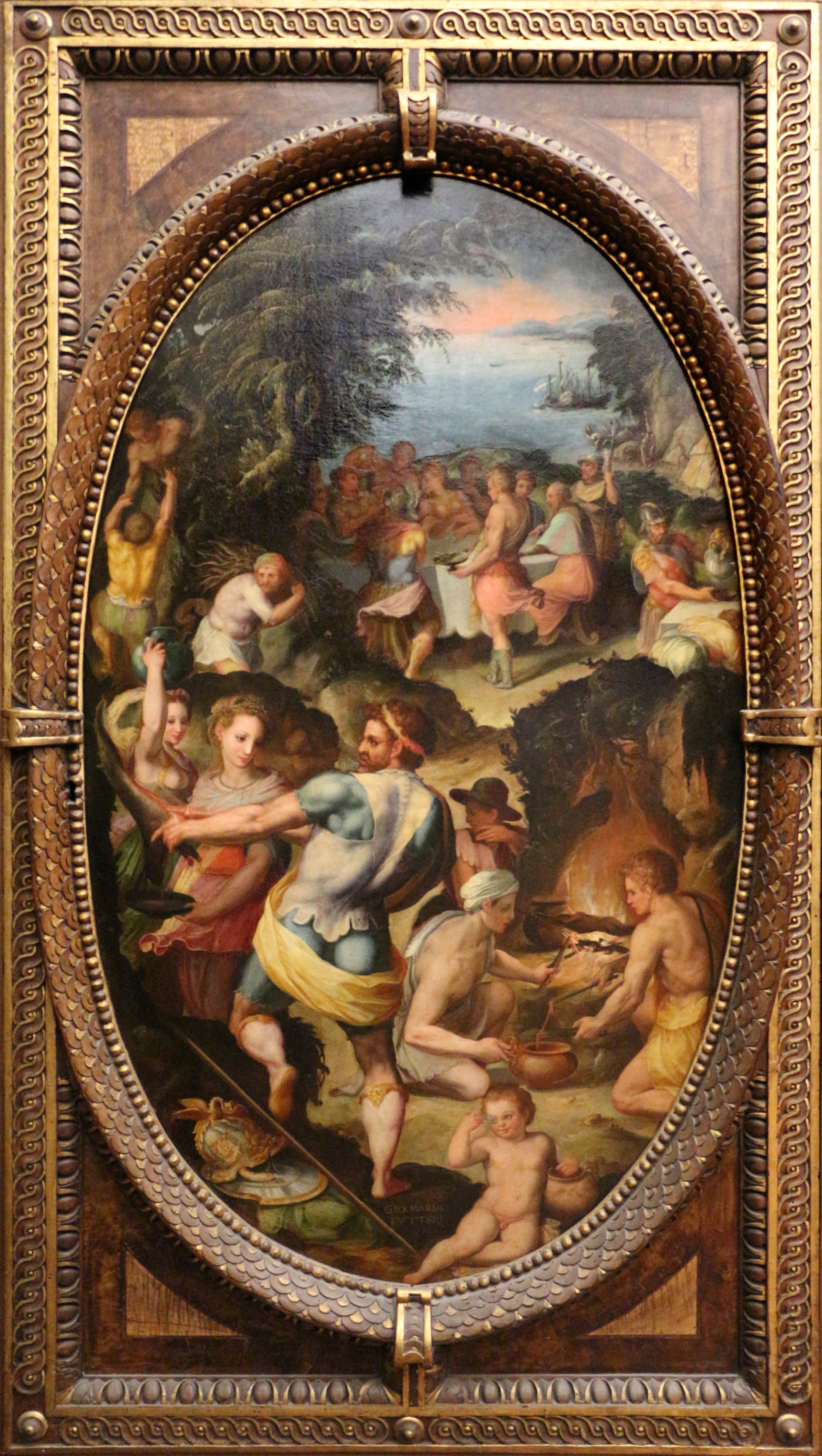
Giovanni Maria Butteri, La scoperta del Vetro, Studiolo di Francesco I de' Medici, Palazzo Vecchio, Firenze

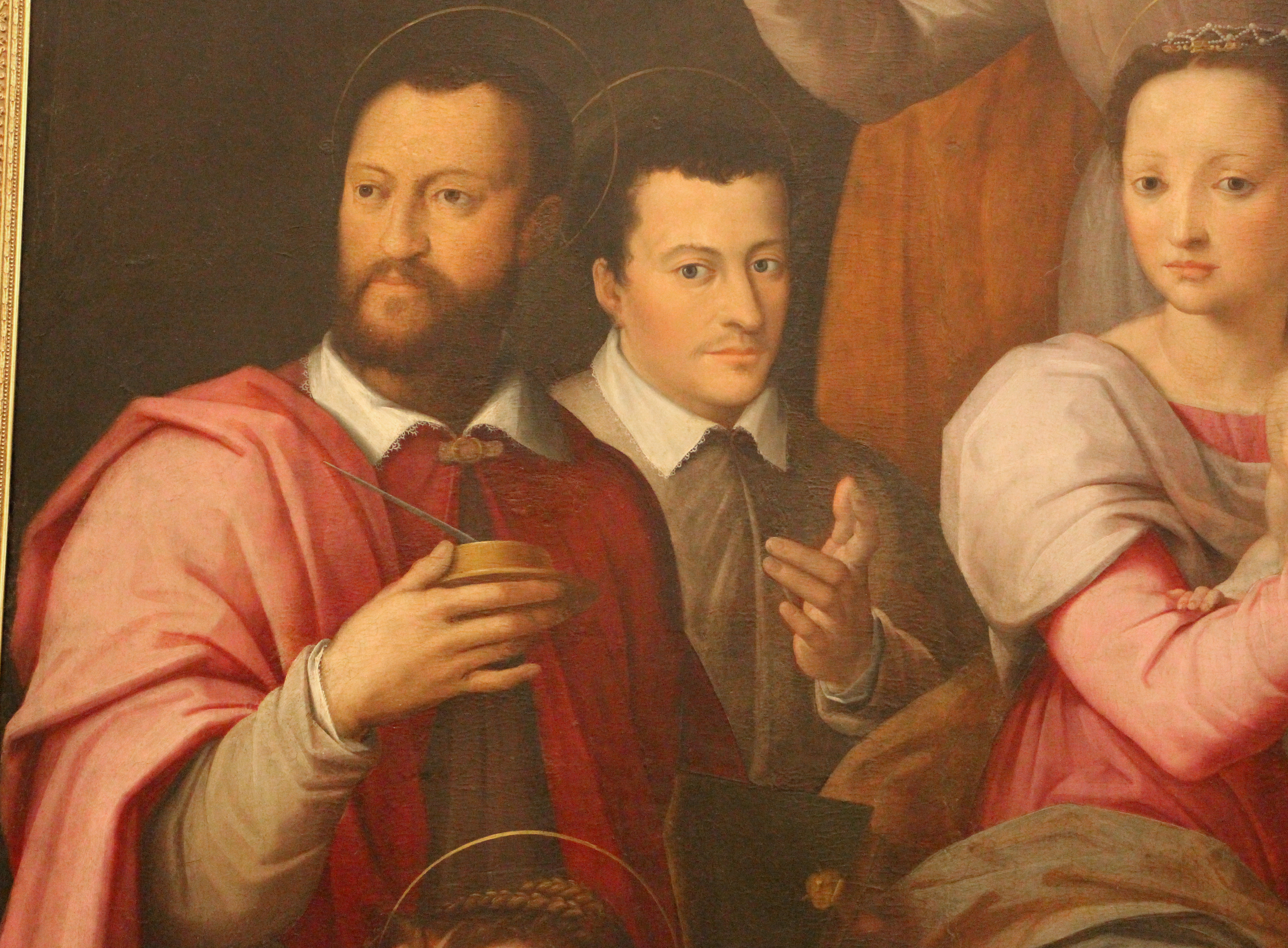
Giovanni Maria Butteri, Sacra conversazione coi personaggi della famiglia Medici come santi, particolare, Villa Medicea, Cerreto Guidi

Giovanni Maria Butteri o Giovanmaria (Firenze, 1540 circa – Firenze, 4 ottobre 1606) è stato un pittore italiano del periodo del manierismo.

## Vita e opere

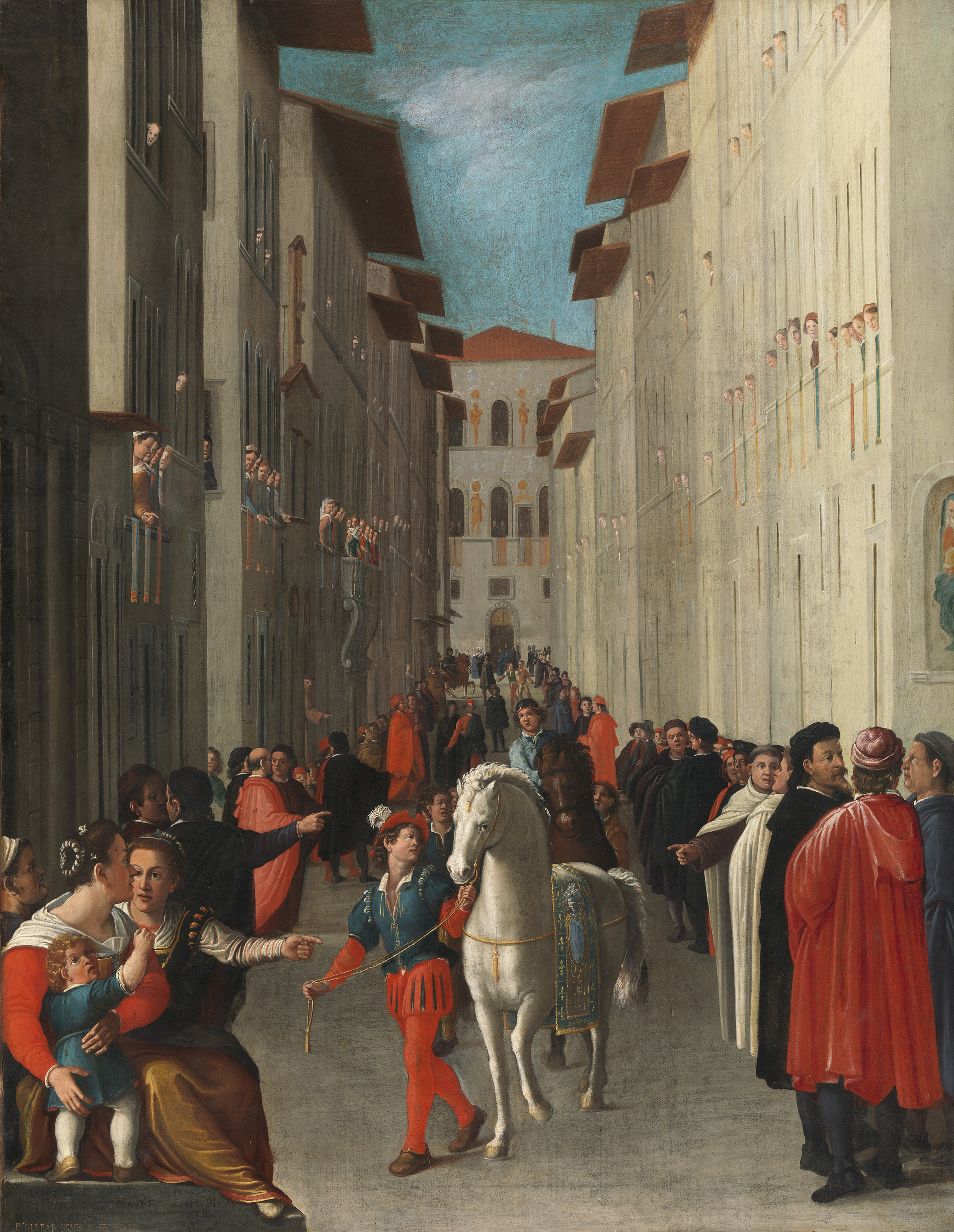
Giovanni Maria Butteri, Il ritorno dal palio, The National Gallery, Dublino

In gioventù, Butteri e suo fratello furono assistenti di Agnolo Bronzino per poi lavorare a fianco dell'allievo principale del Bronzino, Alessandro Allori. Insieme lavorarono a numerosi progetti, tra cui la pittura della Cappella Cavalcanti nella Basilica di Santo Spirito a Firenze nel 1560 oltre alle decorazioni per il matrimonio di Francesco de' Medici con Giovanna d'Austria nel 1565.
Per il funerale di Michelangelo nel 1564, dipinse Michelangelo poeta con Apollo e le muse, la cui composizione ci è ricordata da un disegno di bottega bronzinesca nel Museo di Budapest.
Da Allori assunse le forme quasi immobili, avvolte da una luce semplice e chiara e solo talvolta introduce nelle sue opere la semplicità tipica di Santi di Tito.
Nella prima grande commissione indipendente di Allori, la Cappella di Montauto della navata sinistra della Basilica della Santissima Annunziata del 1560-64, l'artista inserì il ritratto del suo stretto collaboratore Butteri in un'assemblea di artisti e favoriti di corte che siedono ai piedi del giovane Cristo nel Tempio
Sempre con Allori lavora per l'arazzeria medicea, in special modo alla serie di panni del duomo di Como realizzati tra il 1595 e 1598.
Butteri dipinse spesso su disegni e cartoni realizzati da Allori. Alcuni esempi documentati sono gli affreschi di Palazzo Salviati (1574-1581), la lunetta del salone della Villa Medicea di Poggio a Caiano (1579-1582), le decorazioni del primo corridoio degli Uffizi (1581), la cappella di San Giovanni Gualberto nella Badia di Passignano.
Dalla metà degli anni '70 sviluppò una carriera indipendente, contribuendo in particolare con due dipinti allo Studiolo di Francesco I in Palazzo Vecchio e realizzando numerose pale d'altare e ritratti. Tuttavia, Butteri rimase un fedele collaboratore di Allori e lavorò con lui alla maggior parte delle sue grandi commissioni per tutti gli anni Ottanta del Quattrocento.
Attivo soprattutto a Firenze, lavora insieme ad Alessandro Allori nella decorazione di Palazzo Salviati (1578-81), alla villa medicea di Poggio a Caiano (1579-82) ed alle grottesche del primo corridoio delle Gallerie degli Uffizi (1581).
Tra i suoi primi lavori va segnalata la realizzazione di due pannelli per lo studio di Francesco I de' Medici a palazzo Vecchio (1570-1571).
Partecipò ad alcuni grandi cicli pittorici come la decorazione del Chiostro Grande di Santa Maria Novella, nel quale realizzò almeno cinque lunette, più una in collaborazione con il suo maestro Allori.
Altre sue opere si trovano nella chiesa di Santa Monica e nella chiesa di San Barnaba a Firenze, al Museo Civico di Prato, e in diversi musei internazionali come il Norton Museum of Art di West Palm Beach negli Stati Uniti.
Morì a Firenze il 4 ottobre del 1606.

## Il legame con la famiglia Medici
La sua prima importante commissione medicea sono i due pannelli per lo studiolo di Francesco I in Palazzo Vecchio: la Vetreria ed Enea approda in Italia che realizza negli anni 1570-71.
Fu molto legato ai Medici e dipinse per le nozze di Ferdinando I de' Medici con Cristina di Lorena (1589). Nel 1575 ritrae l'intera famiglia nella  Sacra Conversazione con la famiglia Medici e Paolo Giordano Orsini, per la Villa Medicea di Cerreto Guidi nella quale raffigura i membri della famiglia Medici in veste di santi. Dall'alto verso il basso e da sinistra a destra: Sant'Anna (Maria Salviati), San Cosma (Cosimo de' Medici), San Damiano (Ferdinando de' Medici), la Madonna (Eleonora di Toledo), Gesù Bambino (Virginio Orsini), San Giorgio (Francesco de' Medici), San Torpè (Paolo Giordano Orsini), Santa Caterina d'Alessandria (Isabella de' Medici), San Giovannino (cardinale Giovanni de' Medici).

## Opere principali
- Michelangelo poeta con Apollo e le muse, opera perduta (1564)
- La Vetreria, Enea approda in Italia, Palazzo Vecchio, Studiolo di Francesco I, Firenze  (1570-71)
- Martirio di san Sebastiano, casa Vasari, Arezzo
- Decorazioni, Palazzo Salviati, Firenze (1578-81)
- Decorazioni, Villa Medicea di Poggio a Caiano (1579-82)
- Grottesche, primo corridoio, Gallerie degli Uffizi, Firenze (1581)
- Il monaco alla prova del fuoco e il San Giovanni Gualberto nella chiesa di San Miniato, Chiesa di San Michele a Passignano Val di Pesa (1581)
- Morte di san Benedetto, opera perduta, Santa Maria degli Angioli, Firenze
- Deposizione, San Domenico resuscita un bimbo, Morte di sant'Antonino, Predica di san Vincenzo Ferreri, Cristo giardiniere, Chiostro Grande, Santa Maria Novella, Firenze (1582)
- Madonna in trono coi santi Michele e Lucia, Chiesa di Chiara alla Marca, Castelfiorentino (1583)
- Incoronazione della Vergine, Basilica di Santo Spirito, Firenze (1583)
- Pietà, I Santi Agostino e Monica, Chiesa di Santa Monica, Firenze (1583)

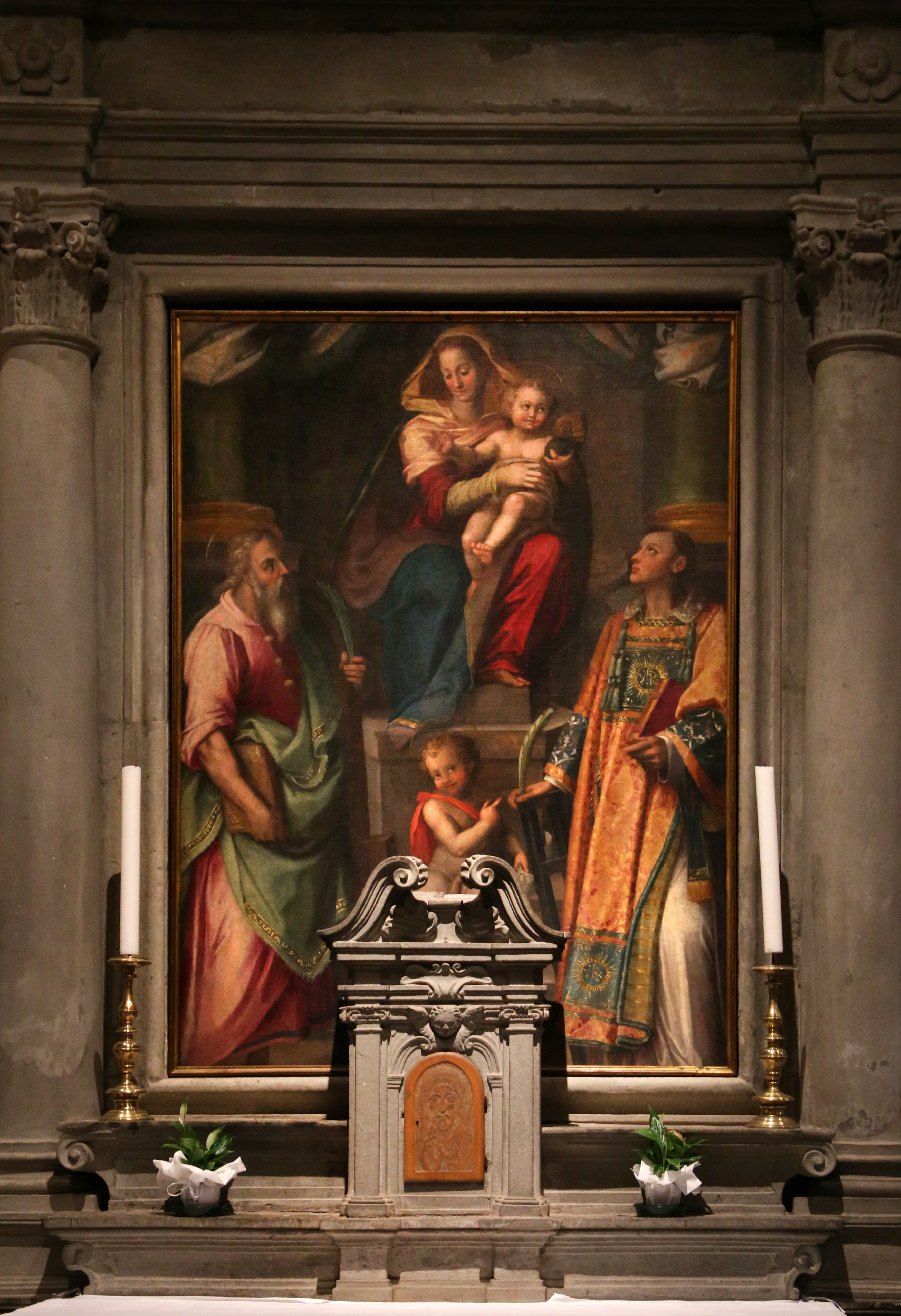
Giovanni Maria Butteri, Madonna in trono tra i santi Andrea, Giovannino e Lorenzo, Badia di San Salvadore, Vaiano

- Giovanni Maria Butteri, Madonna in trono tra i santi Andrea, Giovannino e Lorenzo, Badia di San Salvadore, Vaiano Cristo guarisce il servo del centurione di Cafarnao, Basilica di Santa del Carmine, Firenze (1583)
- Cappella della villa Acciaiuoli, affreschi perduti,  Pietrafitta in Valdelsa (1585)
- Madonna col Bambino e Santi (1586), Badia di San Salvatore, Vaiano
- Apparato delle nozze di Ferdinando I de' Medici con Cristina di Lorena (1589)
- Ritratto di Bianca Cappello, Casa Vasari, Arezzo (1589)
- Ritratto di Lorenzo duca d'Urbino, Galleria Ferroni, Firenze (1589)
- Immacolata (1590), chiesa di San Pietro a Mezzana, Prato
- Madonna con san Benedetto e altri santi, già nella Chiesa di Bartolomeo in Pantano, Pistoia (1596)
- Affreschi con Storie di san Giovanni Gualberto, Abbazia di San Michele a Passignano, Tavarnelle Val di Pesa
- Ritorno dal palio, National Gallery of Ireland, Dublino